# Dubrawa (rejon bolszesołdatski)
Dubrawa (ros. Дубрава) – wieś (ros. деревня, trb. dieriewnia) w zachodniej Rosji, w sielsowiecie storożewskim rejonu bolszesołdatskiego w obwodzie kurskim.

## Geografia
Miejscowość położona jest 4,5 km od centrum administracyjnego sielsowietu storożewskiego (Storożewoje), 14 km od centrum administracyjnego rejonu (Bolszoje Sołdatskoje), 66,5 km od Kurska.
W granicach miejscowości znajdują się ulice: Budiszczanskaja, Rastworowskaja, Samoriadowskaja.

## Demografia
W 2010 r. miejscowość zamieszkiwało 91 osób.